# Talsperre Lucefecit
Die Talsperre Lucefecit (portugiesisch Barragem de Lucefecit) liegt in der Region Alentejo Portugals im Distrikt Évora. Sie staut den Lucefécit, einen rechten (westlichen) Nebenfluss des Guadiana zu einem Stausee (port. Albufeira da Barragem de Lucefecit) auf. Die Kleinstadt Alandroal befindet sich ungefähr fünf Kilometer nördlich der Talsperre.
Mit dem Projekt zur Errichtung der Talsperre wurde im Jahre 1976 begonnen. Der Bau wurde 1982 fertiggestellt. Die Talsperre dient der Bewässerung. Sie ist im Besitz der Junta de Agricultores do Lucefécit.

## Absperrbauwerk
Das Absperrbauwerk ist ein Staudamm mit einer Höhe von 27 m über der Gründungssohle (23 m über dem Flussbett). Die Dammkrone liegt auf einer Höhe von 185 m über dem Meeresspiegel. Die Länge der Dammkrone beträgt 285 m und ihre Breite 8 m. Das Volumen des Staudamms umfasst 300.000 m³.
Der Staudamm verfügt sowohl über einen Grundablass als auch über eine Hochwasserentlastung. Über den Grundablass können maximal 15 m³/s abgeleitet werden, über die Hochwasserentlastung maximal 390 m³/s. Das Bemessungshochwasser liegt bei 700 m³/s; die Wahrscheinlichkeit für das Auftreten dieses Ereignisses wurde mit einmal in 1.000 Jahren bestimmt.

## Stausee
Beim normalen Stauziel von 182 m (maximal 183,5 bzw. 183 m bei Hochwasser) erstreckt sich der Stausee über eine Fläche von rund 1,68 (bzw. 1,69) km² und fasst 10 (bzw. 10,225) Mio. m³ Wasser – davon können 8,75 (bzw. 9) Mio. m³ genutzt werden. Das minimale Stauziel liegt bei 172,5 m.